# Gilbert Diendéré
Pour les articles homonymes, voir Diendéré.
Gilbert Diendéré (prononcé en français : [ʒil.bɛʁ djɛn.de.ʁe]), né en 1960 ou 1961, est un général de l'armée du Burkina Faso et homme d'État, ancien chef d’état-major particulier de l'ancien président Blaise Compaoré.
Le 16 septembre 2015, il effectue une tentative de coup d’État dans le but de renverser le régime de transition en place, dirigé par Michel Kafando. À la suite des manifestations de la population et des condamnations de la communauté internationale, ce coup d’État se solde par un échec et les autorités de transition sont ré-installées dans leurs fonctions le 23 septembre 2015. Le 2 septembre 2019, il est condamné à 20 ans de prison pour la répression des manifestations lors du putsch manqué de 2015.
Le 6 avril 2022, il est condamné à la prison à la perpétuité pour son rôle dans l'assassinat de Thomas Sankara et le 22 septembre 2022, Diendéré est de nouveau condamné à 20 ans de prison à l'issue du procès de l'assassinat de l'étudiant Dabo Boukary.

## Biographie
Bras droit de Blaise Compaoré pendant plus de trente ans, il est avec ce dernier suspecté de l'assassinat du capitaine Thomas Sankara, « le père de la révolution burkinabé » lors du coup d'État d'octobre 1987. Il en est le chef d’état-major particulier.
Chef de la garde présidentielle sous le régime de Blaise Compaoré, il participe à la livraison d'armes à des rebelles au Sierra Leone pendant la guerre civile en dépit de l’embargo sur les armes instauré par l'ONU.
À la suite de la tentative de coup d'État de 2015 qui tente de renverser le président Michel Kafando et le Premier ministre, le lieutenant-colonel Isaac Zida contre l'avis du peuple, il est nommé président d'un Conseil national de la démocratie par un conseil de transition. Ce coup d'État échoue et le président Kafando est rétabli six jours plus tard dans ses fonctions. Diendéré déclare regretter son acte et dit être prêt à en assumer les conséquences devant la justice.
Patron historique du régiment de sécurité présidentielle (RSP), Gilbert Diendéré est connu pour avoir des contacts avec les militaires français ; il a, en outre, participé à l'exercice militaire américain Flintlok, dont l’objectif est d’entraîner les armées africaines à la lutte contre le terrorisme transfrontalier. Gilbert Diendéré a été fait chevalier de la Légion d'honneur française en mai 2008 lors d'un séjour à Paris.
Pendant plusieurs décennies, il a joué un rôle-clé lorsque le Burkina s’est impliqué clandestinement dans les guerres civiles du Liberia, de Sierra Leone, puis dans la rébellion en Côte d’Ivoire.

### Procès du coup d'État de 2015
Le 6 octobre, il est mis en examen avec l'ancien ministre des Affaires étrangères Djibrill Bassolé pour « attentat à la sûreté de l'État ».
Son procès débute le 27 février 2018, en compagnie de 83 coaccusés, dont l'ancien ministre des Affaires étrangères Djibrill Bassolé. Le procès est néanmoins immédiatement ajourné de deux jours, après le placement par Diendéré des généraux susceptibles d'être tirés au sort comme assesseurs, dans sa liste de témoins. Le 2 septembre 2019, il est condamné à 20 ans de prison.

### Procès Thomas Sankara
Le 6 décembre 2015, il est inculpé pour « attentat, assassinat et recel de cadavre » dans l'affaire de l'assassinat du président du Burkina Faso Thomas Sankara, le 15 octobre 1987,.
Le 17 août 2021, le procureur militaire annonce l'ouverture du procès des assassins présumés de l'ancien président Thomas Sankara et de ses compagnons, tués en octobre 1987. Gilbert Diendéré est accusé d'avoir participé à ces meurtres. Le 8 février 2022, le parquet militaire requiert 30 ans de prison à l'encontre du président Compaoré pour « atteinte à la sûreté de l'État » et « complicité d'assassinat » et 20 ans contre Gilbert Diendéré. Le 6 avril 2022, il est condamné à la prison à la perpétuité.

### Procès Dabo Boukary
En septembre 2022, se déroule un autre procès dans lequel Gilbert Diendéré, ainsi que le lieutenant-colonel Bamba Mamadou et Magloire Yougbaré, sont accusés de « complicité d'arrestation illégale et séquestration aggravée » sur Dabo Boukari (ou Boukary). Boukary, un étudiant en médecine, est arrêté le 19 mai 1990 par les militaires de la sécurité présidentielle qui luttent contre une grève étudiante. Boukary meurt peu après avoir été torturé par des membres de la force de sécurité présidentielle, dont Diendéré est le commandant. Diendéré est condamné à 20 ans de prison et un million de FCFA d'amende à l'issue du procès,,,.